# Харм, Герман
Герман Кристиан Иоахим Харм (нем. Hermann Christian Joachim Harm; 30 сентября 1894, Галле, Германская империя — 28 ноября 1985, Хартенхольм, ФРГ) — бригадефюрер СС, генерал-майор полиции, руководитель СС и полиции в Днепропетровске.

## Биография
Герман Харм родился 30 сентября 1894 года в семье инспектора по строительству Кристиана Харма. Участвовал в Первой мировой войне и после её окончания работал в сельском хозяйстве, а затем был управляющем имения. 1 февраля 1930 года вступил в НСДАП (билет № 204385), а 1 августа 1930 года — в штурмовые отряды (СА). 1 февраля 1932 года перешёл из штурмовых отрядов в ряды СС (№ 21342). С февраля по декабрь 1932 года возглавлял второй батальон 40-го штандарта СС в Киле, а потом до 10 июня 1933 года руководил 4-м штандартом СС в Хартенхольме. С марта по декабрь 1933 года был начальником штаба оберабшнита СС «Север». С 20 апреля 1934 по 20 марта 1935 года был начальником 14-го абшнита СС в Бремене. С марта 1935 и до 1 апреля 1937 года был начальником штаба главного управления СС по вопросам расы и поселения. С апреля 1937 по июнь 1938 года служил в судебном отделении штаба рейхсфюрера СС. С мая 1939 по июль 1942 был руководителем штаба оберабшнита СС «Север» в Штеттине, которым руководил Эмиль Мацув.
С июля 1942 года по май 1943 года занимал должность  руководителя СС и полиции в Днепропетровске. В его задачи входило выполнение специальных заданий при проведении антипартизанских операций в районе Пинских болот. С июля 1943 по апрель 1944 был руководителем СС и полиции в Литве. С августа 1944 по 8 мая 1945 года был адъютантом руководителя СС и полиции «Альпенланд»  Эрвина Рёзенера со штаб-квартирой в Зальцбурге.
После окончания войны работал агрономом в Шлезвиг-Гольштейне. Умер 28 ноября 1985 года в Хартенхольме.